# نووایا مرتضی
نووایا مرتضی (انگلیسی: Novaya Murtaza) یک شهرک در شهرستان چکماگوشفسکی استان باشقیرستان کشور روسیه است.